# 德斯蒙德·苏厄德
德斯蒙德·苏厄德（英語：Desmond Seward，1935年5月22日—2022年4月3日）是一位英国历史学家，专攻中世紀後期的英国和法国历史，主要作品有《约瑟夫斯与第一次犹太战争》（Jerusalem’s Traitor: Josephus, Masada, and the Fall of Judea）、《百年战争简史》（A Brief History of the Hundred Years War）、《骑士团九百年》（The Monks of War）等。